# إدوارد إل. رايت
إدوارد إل. رايت (بالإنجليزية: Edward L. Wright) هو عالم فلك وفيزيائي أمريكي، ولد في 25 أغسطس 1947 في واشنطن العاصمة في الولايات المتحدة.

## وصلات خارجية
- الموقع الرسمي